# كريس ساذرلاند
كريس ساذرلاند (بالإنجليزية: Chris Sutherland)‏ هو لاعب كرة قدم بريطاني في مركز الوسط، ولد في 4 أغسطس 1995 في سانت هلنز في المملكة المتحدة. لعب مع أشتون يونايتد وأولدهام أثلتيك وماكليسفيلد تاون ونادي بارو.

## وصلات خارجية
- كريس ساذرلاند على موقع قاعدة بيانات كرة القدم.إي يو (الإنجليزية)
- كريس ساذرلاند على موقع Soccerbase.com (لاعب) (الإنجليزية)
- كريس ساذرلاند على موقع Soccerway.com (الإنجليزية)